# Oswald Spengler
Oswald Arnold Gottfried Spengler (n. 29 mai 1880, Blankenburg, Saxonia-Anhalt, Germania – d. 8 mai 1936, München, Germania Nazistă) a fost un filozof idealist (reprezentant al antiintelectualismului) și istoric german, preocupat însă și de matematică, știință și artă.
Opera sa cea mai cunoscută este Declinul Occidentului, publicată în 1918-1922, în care elaborează concepția metafizică despre evoluția ciclică a civilizațiilor.

## Biografie
Oswald Spengler s-a născut în 1880, în Blankenburg, într-o familie conservatoare, mic burgheză. La vârsta de zece ani s-a mutat împreună cu familia la Halle, unde a avut parte de o educație clasică în timpul liceului. A studiat greaca, latina, matematica și științele naturale, cultivându-și în același timp afinitatea pentru poezie, dramă și muzică.
După moartea tatălui, în 1901, Spengler a frecventat mai multe universități (München, Berlin, Halle) urmând diverse cursuri de istorie, filosofie, matematică, științele naturii, limbi clasice, muzică.
În 1904 și-a încheiat studiile, cu o teză despre Heraclit, iar în 1905 a suferit o cădere nervoasă.
O scurtă perioadă de timp a fost profesor la Saarbrücken și la Düsseldorf, iar între 1908 și 1911 a fost profesor la un gimnaziu din Hamburg, unde a predat istorie, matematică și științele naturii.
După moartea mamei sale, în 1911, s-a mutat în München, unde a trăit până la sfârșitul vieții sale, în 1936. Spengler și-a petrecut ultimii ani din viață la München ascultând Beethoven și citind Molière și Shakespeare. A făcut excursii ocazionale în munții Harz și în Italia.

## Declinul Occidentului
Cea mai importantă și cunoscută carte a lui Spengler este Declinul Occidentului.
Inițial, Spengler intenționa să se refere, în Declinul Occidentului, la situația Germaniei în contextul european, dar, ulterior, și-a extins cadrul cercetării. A fost inspirat de cartea lui Otto Seeck – Declinul Antichității. Deși a fost terminată în 1914, publicarea cărții a fost amânată din cauza primului război mondial. La momentul apariției, lucrarea sa a avut un mare succes, germanii simțindu-se consolați că înfrângerea suferită în urma războiului este înregistrată ca un declin care face parte dintr-un proces istoric amplu. Cartea a avut succes și în afara Germaniei și, până în 1919, a fost tradusă în mai multe limbi.
Cartea a fost intens discutată în public și în mediul academic. Thomas Mann îl compara pe Spengler cu Schopenhauer, Max Weber îl caracteriza drept “un diletant foarte ingenios și foarte școlit”.
Spengler a respins explicațiile cauzale ale dezvoltării istoriei, a considerat că la baza evoluției istoriei se află un model ciclic. Astfel, a înlocuit paradigma liniară de reprezentare a istoriei universale cu cea ciclică și a negat existența unui sens general al istoriei, negând în primul rând însăși validitatea termenului de istorie generală și propunând în schimb termenul/conceptul de “istorii particulare”.
Practic, Spengler a înlocuit filosofia istoriei cu filosofia culturii, istoria constituindu-se din biografia mai multor culturi.
Tema centrală a cărții Declinul Occidentului este aceea că toate culturile urmează un ciclu de dezvoltare analog evoluției organice: naștere, maturizare și moarte/declin. Spengler a realizat de asemenea și analogia cu cele patru anotimpuri: primăvara (nașterea și copilăria), vara (tinerețea), toamna (maturitatea) și iarna (bătrânețea și moartea). Spengler a identificat opt culturi care au propriul “stil” sau “suflet”, cultura: egipteană, clasică (civilizația greco-romană), chineză, babiloneană, indiană, arabă și cultura vestică (faustică), fiecare din acestea parcurgând un ciclu de viață identic, de câteva sute de ani. Astfel, istoria este biografia generală a acestor culturi care sunt asemeni unor organisme. Un rol însemnat îl are de asemenea compararea componentei clasice a civilizației cu cea faustică.
Spengler se disociază de majoritatea istoricilor prin metoda sa, prin preocuparea de a identifica analogii între diferite epoci culturale. Astfel, a identificat în Pitagora, Mahomed și Cromwell întruchiparea aceluiași spirit puritan, a comparat modernitatea cu antichitatea târzie și a găsit similarități între “campaniile electorale” ale Romei și cele ale Statelor Unite și a preconizat declinul Vestului în aceeași manieră în care a avut loc declinul Egiptului antic.
Inițial, Spengler a scris materialul care va deveni mai târziu primul volum din Declinul Occidentului sub forma unor aforisme ce se constituiau în reflecții asupra unui concept central. După cum a declarat în Introducere, autorul a simțit că această abordare nesistematică va duce la o înțelegere mai intuitivă și vitală a problematicii abordate. Deși critica a considerat că această tehnică duce la fragmentarea operei, Spengler a considerat că adoptarea stilului aforistic este modalitatea cea mai adecvată pentru a reda o concepție organică care nu putea fi totuși analizată sistematic.
Spengler îi menționează adesea pe G. W. F. Hegel, pe Goethe, pe Nietzsche (numind astfel trei dintre cei mai creativi scriitori germani) dar și pe alții ca predecesori sau surse de influență intelectuală. Autorul își justifică puternica tendință anti-raționalistă prin referire la acești trei filosofi.
Deși teza centrală a lui Spengler diferă radical de teza lui Hegel (care concepea istoria universală ca o evoluție rațională și graduală a spiritului) asemănarea dintre cei doi scriitori rezidă în tendința de a realiza analogii între stadiile din evoluția fiecărei culturi. O altă asemănare constă în aceea că, pentru exemplificarea teoriei, ambii se referă frecvent la exemple concrete.
Includerea lui Goethe împreună cu Nietzsche ca și surse de influență este neobișnuită, dat fiind că este vorba despre scriitori cu viziuni opuse, însă Spengler realizează o fuziune neobișnuită între elementele care-i susțin propria teorie.
De la Goethe, Spengler a preluat ideea “fenomenului originar” pe care o va aplica fenomenului istoric și celui cultural, definind cultura drept “fenomen originar al oricărei istorii universale, trecute și viitoare”.
Spengler a fost un discipol al lui Wilhelm Dilthey, promovând o filosofie a vieții; a operat cu distincția introdusă de Dilthey între natură și istorie, “a adoptat metoda inspirată din acest model de interpretare a lumii (a comprehensiunii) adică studiul fenomenului istoric prin angajarea trăirii acestuia cu sufletul, cu sentimentul, cu intuiția, cu mijloace care se apropie mai mult de artă decât cu cele specifice științelor naturii”. (Mihai Macovei)
Pe lângă adoptarea stilului aforistic, influența lui Nietzsche asupra lui Spengler s-a exercitat și în sensul “înțelegerii stilului unei culturi”. Mai exact, este vorba despre caracterizarea culturii occidentale ca fiind “faustică”, spre deosebire de cultura antică, o expresie a spiritului “apollinic”. Spengler concepe “fausticul” în termeni asemănători acelora în care Nietzsche concepea “dionisiacul”, și anume fausticul ca simbol al spațiului infinit și al “beției legată de dimensiunile acestuia”.
Morfologia culturii concepută de Spengler a dus la transformarea istoriei din “trecut” în “destin”, considerând că fiecare cultură este purtătoarea unei esențe a cărei revelare este inevitabilă.
Spengler distinge între ideea unei culturi (care se constituie din suma posibilităților sale interne) și fenomenul ei sensibil (imaginea istorică, realizarea ei desăvârșită). Istoria unei culturi se constituie din realizarea progresivă a posibilităților latente în timp ce desăvârșirea acestor posibilități echivalează cu civilizația.
La baza teoriei lui Spengler stă conceperea evoluției culturii în termeni asemănători cu evoluția unui organism biologic; în concepția lui Spengler fiecare cultură urmează logica organică a unei ființe vii, logică pe care Spengler o numește destin. Nașterea, copilăria, tinerețea, maturitatea și bătrânețea sunt stadii identificabile atât în evoluția culturii cât și în cea a unui organism biologic iar ciclurile naturii se pot regăsi și în evoluția fiecărei culturi. Această concepție constituie “morfologia ciclică a culturii”.
Sintetizând, morfologia ciclică a culturii este rezumată de Spengler în următorul pasaj: "Eu văd în istoria universală imaginea unei veșnice formări și transformări, a unei deveniri și a unei pieiri miraculoase a formelor organice".
Potrivit lui Spengler, conceptul de istorie universală ar constitui o exagerare, “rezultat al organizării nemăsurate a istoricilor occidentali”. Autorul consideră că gânditorul occidental este centrat exclusiv pe spațiul cultural propriu, ignorând celelalte culturi.
Spengler a respins ideea că o cultură în curs de dezvoltare ar împrumuta sau integra sisteme sau valori din trecut, cel puțin nu în sensul în care acestea funcționau anterior. Spre exemplu, grecii au împrumutat concepte matematice de la egipteni, dar cu un sens transformat. Fiecare cultură a avut spațiul propriu de dezvoltare, iar cursul de dezvoltare pe care l-a urmat fiecare cultură a fost determinat de factori precum spațiul fizic, vecinii. Aceasta, împreună cu localizarea în timp și cu populația specifică fiecărei culturi determină formarea unui organism social distinct de toate celelalte, într-un mod asemănător felului în care o specie de plantă este diferită de toate celelalte specii. Autorul este de părere că modelul fiecărei culturi poate fi descris prin analiza artei, a muzicii și a arhitecturii fiecărei culturi în parte și prin descoperirea analogiilor.
Spengler a propus în Declinul Occidentului metoda morfologică ca metodă în măsură să descrie raporturile dintre diferitele manifestări ale ființei istorice.
Influența lui Spengler asupra contemporanilor săi a fost puternică, dar de scurtă durată.

## Opera
- Der metaphysische Grundgedanke der heraklitischen Philosophie (Esența metafizică a filosofiei lui Heraclit), 1904.
- Der Untergang des Abendlandes. Umrisse einer Morphologie der Weltgeschichte (Declinul Occidentului), vol. 1: Viena 1918, vol. 2: München 1922.
- Preußentum und Sozialismus, München 1919.
- Neubau des Deutschen Reiches (Reclădirea Imperiului german) Editura C. H. Beck, München 1924.
- Politische Pflichten der deutschen Jugend. Rede gehalten am 26. Februar 1924 vor dem Hochschulring deutscher Art in Innsbruck. C. H. Beck, München 1924.
- Der Mensch und die Technik. Beitrag zu einer Philosophie des Lebens (Omul și tehnica. Contribuții la o filosofie a vieții) C. H. Beck, München 1931
- Politische Schriften (Scrieri politice) C. H. Beck, München 1932.
- Jahre der Entscheidung. Erster Teil. Deutschland und die weltgeschichtliche Entwicklung (Anii deciziei. Prima parte. Germania și evoluția mondial-istorică), C. H. Beck, München 1933.
- Omul și filozofia vieții, (Oradea: Aion, 1996)

## Influențe
Cartea Declinul Occidentului a avut o influență semnificativă asupra membrilor fondatori ai Generației Beat. Viziunea lui Spengler asupra naturii ciclice a evoluției civilizației și contemporaneitatea sfârșitului ciclului vest european i-a determinat pe William S. Burroughs, pe Jack Kerouac și pe Allen Ginsberg să caute sursele noului ciclu în comunitatea marginalizată din care chiar ei făceau parte. Efectul acestei influențe este evident în mișcarea literară americană a anilor 1950 – 1960.
Spengler l-a influențat, printre alții, pe Georg Henrik von Wright, în lucrările cu caracter social.
Spengler a avut o influență semnificativă asupra lui Francis Parker Yockey, care a scris cartea Imperium, influențat de Declinul Occidentului. Yockey l-a numit pe Spengler “filosoful secolului XX”.